# 猶子
猶子是日本明治時代以前存在的一種社會風俗，即自己與別人的兒子結為父子關係。猶子與養子不同的是，猶子僅僅是一種契約關係，猶子不必更改自己原本的姓氏，類似乾親，與乾親不同的是猶子可享有繼承權。根據現代的觀點解釋，猶子是一種「非血緣關係的指定繼承人」。
猶子一詞源於古代中國，本意指的是兄弟的兒子（譬如出現在武承嗣墓誌銘中提及「王諱承嗣，字奉先，并州武興人，無上孝明高皇帝之孫，皇上之猶子也。」此處所指武承嗣係則天皇帝的姪子之謂）。但傳到日本之後意義就改變了。日本歷史上最早關於猶子的記載在平安時代，源定被淳和天皇指定為猶子。
成為猶子的目的是為了在官場上更順利地昇遷、在婚姻上佔便宜或者強化與其他氏族之間的關係。鐮倉時代以後，猶子與養子之間的界限被劃清。到了戰國時代，猶子的風俗更為盛行。例如豐臣秀吉就被公卿近衛前久收為猶子，從而成功地得到了關白的官位。